# NGC 27
NGC 27 ist eine Spiralgalaxie vom Hubble-Typ Sb im Sternbild Pegasus am Nordsternhimmel. Sie ist schätzungsweise 358 Millionen Lichtjahre von der Milchstraße entfernt und hat einen Durchmesser von etwa 130.000 Lichtjahren. Wahrscheinlich bildet sie gemeinsam mit PGC 731 ein gebundenes Galaxienpaar. Im selben Himmelsareal befinden sich u. a. die Galaxien NGC 16, NGC 18, NGC 22, IC 1.
Das Objekt wurde am 3. August 1884 von dem amerikanischen Astronomen Lewis A. Swift entdeckt.